# أوتو باير
أوتو باير (بالألمانية: Otto Bayer)‏ هو كيميائي ومهندس ألماني، ولد في 4 نوفمبر 1902 في فرانكفورت في ألمانيا، وتوفي في 1 أغسطس 1982 في بورشايد في ألمانيا.

## وصلات خارجية
- أوتو باير على موقع الموسوعة البريطانية (الإنجليزية)
- أوتو باير على موقع مونزينجر (الألمانية)